# Nossa Senhora da Salette (título cardinalício)
O título cardinalício de Nossa Senhora da Salette (Dominae Nostrae a La Salette in Monte Viridi) foi instituido pelo Papa Paulo VI em 29 de abril de 1969. A Paróquia foi criada no dia 18 de junho de 1957, em Roma, onde fica situada na região de Gianicolense e está aos cuidados pastorais da Congregação dos Missionários da Salette.

## Cardeais titulares
- Alfredo Vicente Scherer (1969-1996)
- Polycarp Pengo (1998-Atual)